# Епархия Литомержице
Епархия Литомержице  (лат.  Dioecesis Litomericensis) — епархия Римско-Католической Церкви с центром в городе Литомержице, Чехия. Епархия Литомержице входит в митрополию Праги. Кафедральным собором епархии Литомержице является собор святого Стефана.

## История
Предшественником епархия Литомержице был основанный в 1057 году Литомержицкий капитул.
3 июля 1655 года Святой Престол учредил епархию Литомержице, выделив её из архиепархии Праги.
31 мая 1993 года часть территории епархии Литомержице отошла в новую епархию Пльзеня.

## Список епископов епархии
- епископ Максимилиан Рудольф Шлейниц (3.06.1655 — 13.10.1675);
- епископ Ярослав Игнац Штернберк (22.06.1676 — 12.04.1709);
- епископ Гуго Франтишек из Кёнигсеггу (6.08.1709 — 6.09.1720);
- епископ Ян Адам Вратислав из Митровиц (9.01.1721 — 2.06.1733);
- епископ Морис Адольф Карл фон Захсен-Цейц (4.07.1733 — 20.06.1759);;
- епископ Эмануэль Арношт из Вальдштейна (19.07.1759 — 7.12.1789);
- епископ Фердинанд Киндерманн (4.02.1790 — 25.05.1801);
- епископ Вацлав Леопольд Хлумчанский (30.06.1802 — 13.05.1815);
- епископ Йозеф Франтишек Гурдалек (18.12.1815 — 28.09.1822);
- епископ Винценц Эдуард Мильде (16.01.1823 — 27.10.1831);
- епископ Августин Бартоломей Хилле (2.07.1832 — 26.04.1865);
- епископ Августин Павел Вахала (8.01.1866 — 10.09.1877);
- епископ Антонин Людвик Фринд (22.06.1879 — 8.10.1881);
- епископ Эмануэль Ян Крштител Шёбель (6.08.1882 — 28.11.1909);
- епископ Йозеф Гросс (20.04.1910 — 20.01.1931);
- епископ Антонин Алоиз Вебер (22.10.1931 — 10.03.1947);
- кардинал Штепан Трохта (27.09.1947 — 6.04.1974);
- Sede vacante (1974—1989);
- епископ Йозеф Коукль (26.07.1989 — 24.12.2003);
- епископ Павел Посад (24.12.2003 — 26.01.2008);
- епископ Ян Баксант (4.10.2008 — по настоящее время).

## Источник
- Annuario Pontificio, Libreria Editrice Vaticana, Città del Vaticano, 2003, ISBN 88-209-7422-3
- Pius Bonifacius Gams, Series episcoporum Ecclesiae Catholicae, Leipzig 1931, стр. 286  (лат.)
- Konrad Eubel, Hierarchia Catholica Medii Aevi, vol. 4 Архивная копия от 4 октября 2018 на Wayback Machine, стр. 222; vol. 5, стр. 245-246; vol. 6, p. 264  (лат.)
- Булла Primitiva illa Ecclesia/ Bullarum diplomatum et privilegiorum sanctorum Romanorum pontificum Taurinensis editio, Vol. XVI, стр. 31-34  (лат.)